# 오구라 토모아키

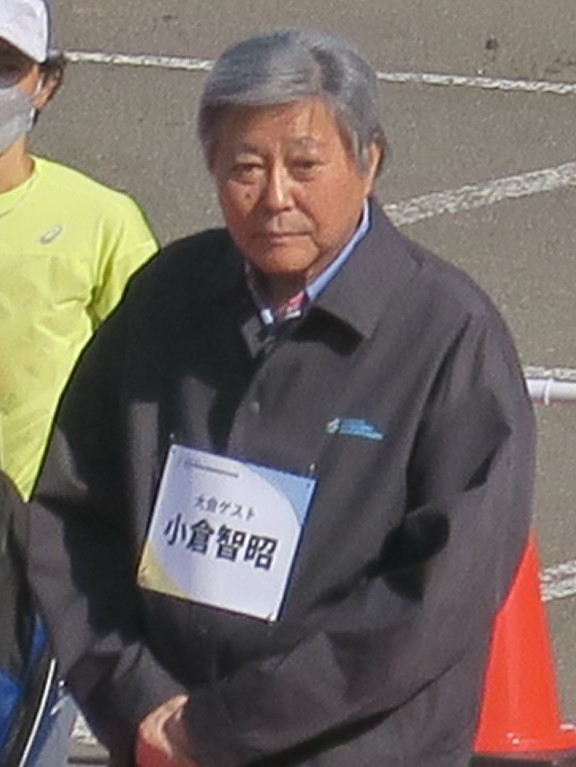
오구라 토모아키

오구라 토모아키(小倉智昭, 1947년 5월 25일~2024년 12월 9일)는 일본의 프리랜서 아나운서, 방송인, 탤런트이다. 1970년부터 공채로 도쿄12채널(TV도쿄)에 아나운서로 입사하였으며, 1976년 퇴사 후 프리랜서가 되었다.

## 학력
- 아키타 시립 다카시미즈 초등학교 졸업
- 세타가야구 다테위메오카 중학교 졸업
- 주오 대학 부설 고등학교 졸업
- 돗쿄 대학 외국어학부 불어학과 졸업

## 경력
- 지지통신 사회부 기자
- 1970년 도쿄12채널 아나운서 공채 입사
- 1976년 도쿄12채널 아나운서 퇴사
- 1976년 프리랜서 아나운서 선언
- 오케이프로덕션 이사

## 방송 프로그램
- 1973년~1979년 《The Longest Show》 - 진행자
- 1976년~1982년 《오가와 히로시 쇼》 - 리포터
- 1980년 《뉴스 트레인 출발진행》 - 메인 캐스터
- 1982년~1989년 《컴퓨터 선데이》 - MC
- 1986년 《스포츠 특Q》 - 진행자
- 1986년 《TON de Network》 - 진행자
- 1989년~1992년 《캐치》 - 진행자
- 1992년~1993년 《조던 뮤비》 - 총회 의장
- 1993년~1999년 《어떻게 되고 있어》 - MC
- 1999년~2021년 《정보 프레젠터 토쿠다네!》 - MC(방송 5,646회 최장 기록)
- 2000년 《시라바카 플러스》 - MC
- 2000년~2001년 《마카세테!! 에키스파》 - MC
- 2002년~2004년 《도쿠다네 발 GO》 - MC
- 2006년~2008년 《하켄》 - MC
- 2006년~2010년 《아라시의 숙제군》 - MC
- 2008년~2009년 《사키요미》 - 비정기 해설자
- 2021년 《거기까지 위원회 NP》 - 패널
- 2024년 《오구라 베이스》

## 출연진
- 2006년 《여행 선물 0:00발》 - 조연
- 2011년 《해피투게더 : 올 어바웃 마이 도그》 - 조연

## 말년
2016년 방광암 처음에 진단 받았으며, 내시경 수술로 암을 제거했지만, 2018년 방광을 전부 제거하는 수술을 받았다. 2021년 폐에 전이된 암이 발견됐고, 2023년에 신장암 진단으로 좌측 신장을 제거했으며, 2024년 12월 9일 투병 끝에 도쿄 자택에서 사망하였다.

## 가족 관계
- 부인은 15살 연하의 별거이다.

## 같이 보기
- 오가와 히로시(NHK 출신)
- 오오츠카 노리카즈(일본어판)(NHK 출신)
- 구메 히로시(TBS 출신)